# 여자와 아이들 먼저

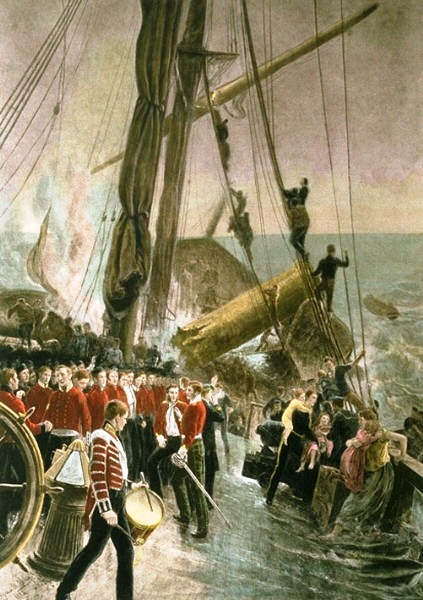
토마스 헤미의 그림 '버컨헤드의 난파선' (1892년경)에서 묘사된 것처럼, 여성들과 아이들이 구명보트를 타고 출발하는 동안, 군인들은 버컨헤드의 갑판에 단단히 서 있다.

여자와 아이들 먼저(Women and children first)는 버컨헤드 훈련(Birkenhead drill)으로도 알려진 구명보트 등 생존자원이 제한된 상황에서 통상적으로 선박을 포기하는 등 생명을 위협하는 상황에서 여성과 아이들의 생명을 먼저 구하도록 한 비공식 행동강령이다. 하지만 해상법에는 근거가 없다.
19세기와 20세기 초에는 "여자와 아이들 먼저"라는 것이 기사도의 이상으로 여겨졌다. 이 개념은 빅토리아 시대와 에드워드 시대의 평론가들 사이에서 '전통', '인간 본성의 법칙', '바다의 고대 기사도', '인종 속에서 전승'이라는 오랜 관행으로 기념되었다. 이 관행은 19세기 대중의 인식이 높아진 18세기 난파선에 대한 설명에 등장했다.
1852년 영국 해군 HMS 버컨헤드의 침몰, 1857년 SS 센트럴 아메리카의 침몰, 1912년 타이타닉의 침몰 등이 이 개념의 주목할 만한 발명이다. 대중적 상상력에서 그것의 중요성에도 불구하고, 그 학설은 불균등하게 적용되었다. 버컨헤드 대피 중 "여자와 아이들 먼저"를 사용한 것은 19세기 후반 영국 기사도의 전통을 확립하는 데 사용된 "유명한 예외"였다.
한 전문가에 따르면, 현대의 대피에서 사람들은 일반적으로 부상당한 사람들, 노인들 또는 매우 어린 사람들과 같은 가장 취약한 사람들이 먼저 대피할 수 있도록 도울 것이다.

## 역사

### 19세기

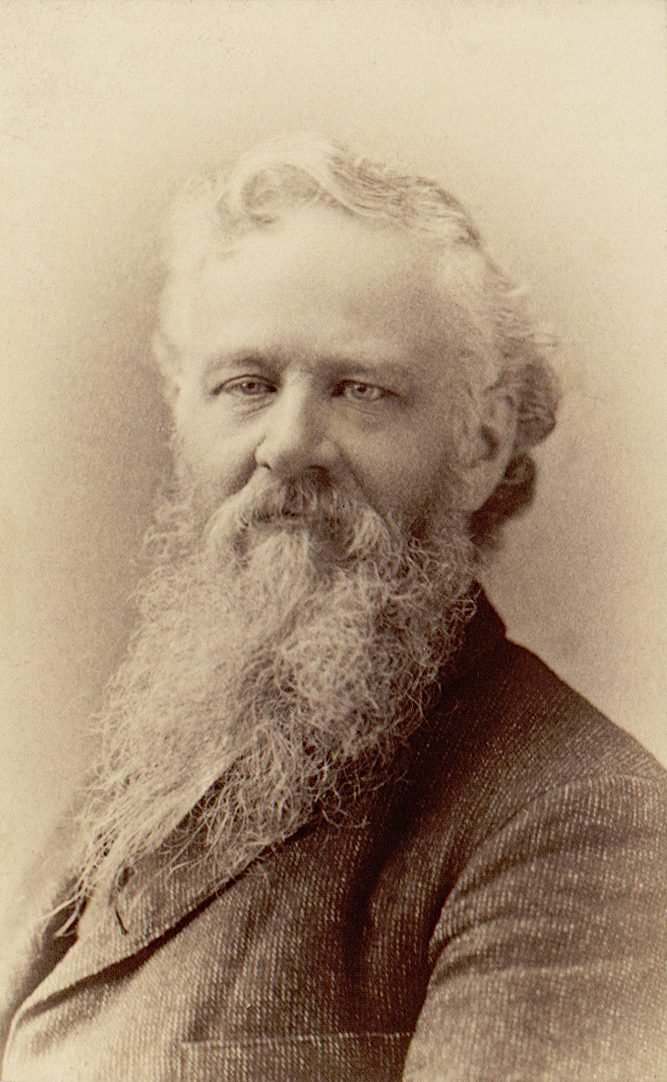
소설가 윌리엄 더글러스 오코너

"여자와 아이들 먼저"의 최초의 적용은 1840년 5월, 번개가 친 후, 뉴욕에서 르 아브르로 향하던 미국 패킷 폴란드호에서 번개가 친 후 화재가 발생했을 때였다. 승객에 따르면, 보스턴의 J. H. 버킹엄은 다음과 같이 말했다:
| “ | ... 선장은 배가 불에 탔다는 것을 거의 의심하지 않았고, 우리는 배에 도착하기 위해 노력해야 한다고 말했습니다. 우리가 배에 타야 할 필요가 있다는 제안에 대해 프랑스 승객 중 한 명이 즉시 말했고, 다른 사람들은 "여자들과 아이들을 먼저 돌봅시다."라고 대답했습니다. | ” |

이로 인해 여성, 어린이, 남성 승객 몇 명은 롱보트로 대피했고, 다른 남성 승객과 승무원들은 화재 진압을 위해 탑승했다. 버킹엄은 기자 시절 보스턴 쿠리어에 사건에 대한 생생한 이야기를 먼저 실었고, 타임스(런던) 등 다른 신문사에서도 보도하여 같은 해에 출간된 책으로도 재인쇄하여 큰 인기를 얻었다.
이 문구는 동명의 인물인 존 해링턴의 아버지 해링턴 선장의 죽음을 되짚는 과정에서 윌리엄 더글러스 오코너의 1860년 소설 해링턴: 진실된 사랑 이야기에서 두드러지게 나타났다. 해링턴 선장의 허구적 죽음은 "여자와 아이들 먼저"라는 개념뿐만 아니라 "선장은 배와 운명을 함께한다"라는 개념도 잘 보여준다.
| “ | "배에서 돌아와요." [해링턴 선장]이 손갈퀴를 잡으며 소리쳤다. "배에 가장 먼저 닿은 남자. 여자와 아이들이 먼저, 남자."... "팀스," 그가 말한다, "만약 내가 그들을 다시 보지 못한다면, 내 아내와 아들에게 내 사랑을 주세요. 신의 가호가 있기를, 여러분." [엘다드 선장]은 잠시 멈춰 서서, 한 용감한 남성의 죽음이라는 단순한 서사시가 그의 눈에 가져다 준 소금 눈물을 소매로 닦았다. "그것이 이야기였고, 그것들이 팀스가 당신의 어머니에게 가져온 마지막 말이었다… 그것이 그가 죽은 방법이다. 여자들과 아이들이 구했던 것이다. 그것이 위안이다… 그러나 그는 죽었다... [존 해링턴]은 "세상을 떠나는 것은 남자다운 방식이었다"며 "그런 아버지의 기억으로 내게 인생은 달콤하다"고 말했다. — 윌리엄 더글러스 오코너 | ” |

19세기와 20세기 초 동안, 선박들은 전형적으로 재난이 발생할 때 모든 승객들과 승무원들을 구하기에 충분한 구명정을 운반하지 않았다. 1870년, 노 젓는 기선 노르망디의 침몰에 대한 영국 하원의 질문에 대답하면서, 조지 쇼 르페브르는 다음과 같이 말했다.
| “ | 무역위원회의 의견에 따르면, 영국과 프랑스 사이를 운행하는 여객 증기선이 그들이 종종 타고 다니는 매우 많은 승객들을 위한 충분한 배를 갖도록 강요할 수는 없을 것이다. 그것들은 갑판을 침수시키고, 그것을 손상시키기 보다는 오히려 위험을 가중시킬 것이다. | ” |

여성과 아이들을 우선시하는 관습은 암초에 부딪힌 후 1852년 영국 해군의 HMS 버컨헤드호 침몰 당시 군인들의 행동에 따라 널리 퍼졌다. 로버트 새먼드 RN 선장은 세튼 대령에게 남성들을 체인 펌프로 보내라고 명령했다. 60명은 이 임무를 맡겼고, 60명은 구명정의 태클에 할당되었으며, 나머지는 배의 앞쪽 부분을 들어올리기 위해 배의 절단기에 배치되었다. 여자들과 아이들은 나란히 놓여진 배의 절단기에 놓여졌다. 그 침몰은 당시의 신문과 그림, 그리고 러디야드 키플링의 1893년작 "군인도 선원이다"와 같은 시에 기억되었다.
1898년 프랑스 여객선 SS 라 부르고뉴가 침몰하면서 200명의 여성 중 199명과 수많은 어린이가 사망한 사건이 발생하면서 남성을 희생시켜 여성과 어린이를 구하는 데 중점을 두게 되었을 가능성이 있다.

### 20세기

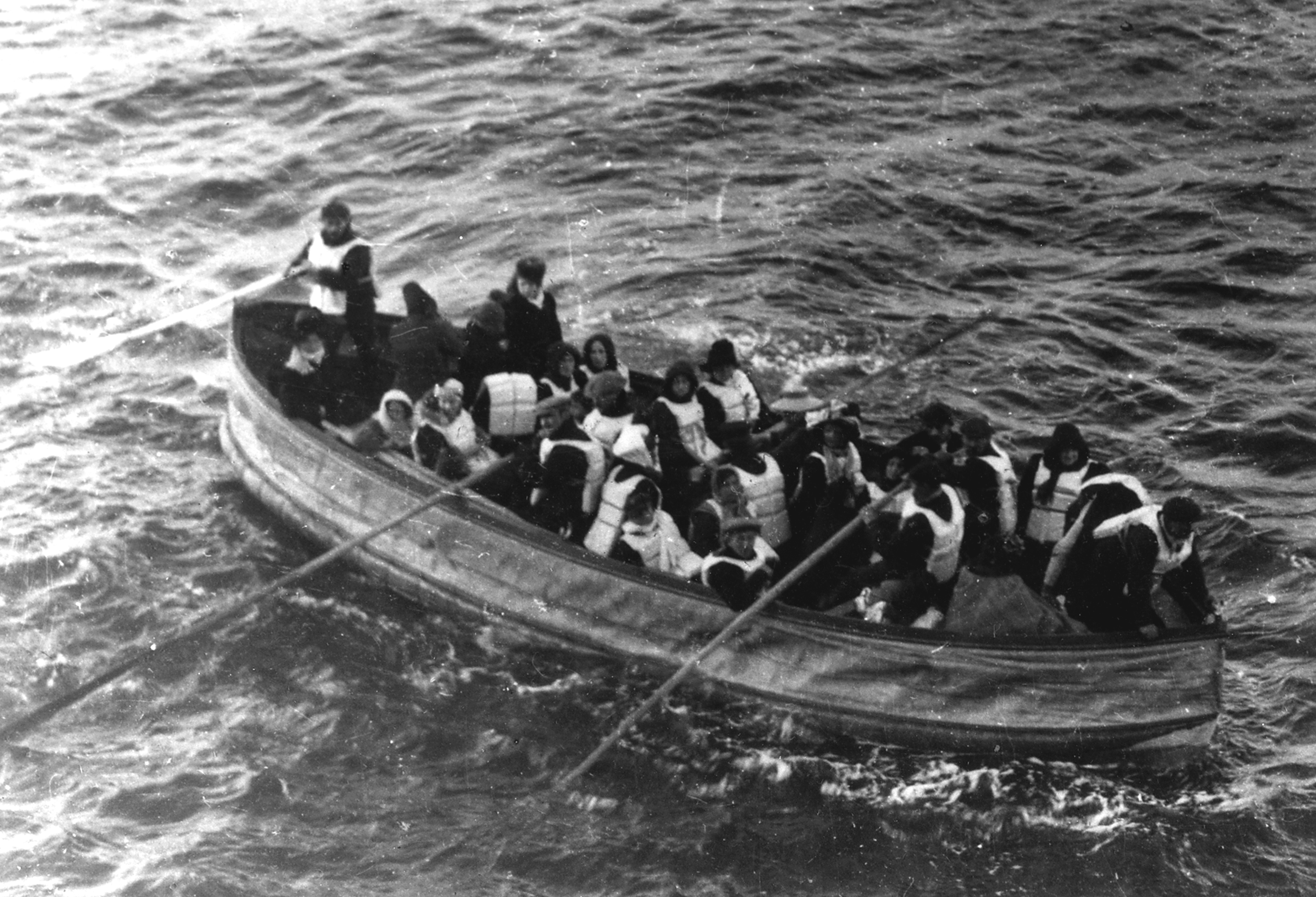
접이식 구명보트에 탑승한 RMS '타이타닉' 생존자들

20세기로 접어들면서, 더 큰 배들은 더 많은 사람들이 여행할 수 있다는 것을 의미했지만, 규제들은 일반적으로 모든 승객들에게 제공하기에는 부족했다: 예를 들어, 구명정의 수에 관한 영국의 법률은 배의 톤수에 근거했고 "10,000 총톤 이상"의 배들만 포함했다. 결과적으로, 침몰은 이용 가능한 구명정의 제한으로 누구의 목숨을 구해야 하는지에 대해 보통 승객들과 승무원들에게 도덕적인 딜레마를 수반한다는 것이었다.
접을 수 있는 구명보트에 탑승한 RMS 타이타닉 생존자들
이 문구는 RMS 타이타닉에서 사용됨으로써 널리 퍼졌다. 이등 항해사 찰스 라이톨러는 스미스 선장에게 "여성들과 아이들을 보트에 태우는 것이 좋지 않겠습니까, 선장님?"라고 제안했고, 선장은 "여성들과 아이들을 태우고 내려갑니다"라고 대답했다. 이등 항해사와 이등 항해사 (윌리엄 맥마스터 머독과 라이톨러)는 대피 명령을 다르게 해석했다; 머독은 여성과 아이들을 먼저, 라이톨러는 여성과 아이들만이라는 뜻으로 받아들였다. 이등 항해사 라이톨러는 탑승 대기 중인 여성과 아이들이 없으면 빈 좌석이 있는 구명정을 내렸고, 이에 반해 머독은 근처에 있던 모든 여성과 아이들이 승선했다면 제한된 수의 남성들이 탑승하도록 허락했다. 그 결과, 여성의 74%와 탑승한 아이들의 52%는 구조되었지만, 남성들은 20%에 불과했다. 타이타닉에 타고 있던 일부 항해사들은 스미스 선장의 명령을 잘못 이해하고, 남성들이 구명정에 탑승하는 것을 막으려고 했다. 이것은 남성들을 위한 여유 공간이 남아있는 가운데, 여성과 아이들이 먼저 탑승하는 것을 의도했다. 타이타닉에서 모든 여성과 아이들이 구조되지 않았기 때문에, 화이트 스타의 공무원 J. 브루스 이스메이와 같이 생존한 소수의 남성들은 처음에는 겁쟁이라는 낙인이 찍혔다.
어니스트 벡스는 페미니즘의 사기(1913)에서 기사도를 "여성에게 특권을 부여하기 위해 남성의 가장 기본적인 개인적 권리를 박탈하고 강탈하는 것"이라고 설명했으며 타이타닉호 침몰 사고에서 발생한 레이디스 퍼스트(Ladies First) 사건을 비판했다.

### 21세기
국제해상법에는 여성과 아이들의 구조가 우선이라는 법적 근거가 없다.
보이스카우트 오브 아메리카의 바다 스카우트 프로그램에서, "여자와 아이들 먼저"는 "바다의 모토"로 여겨졌고, 2020년까지 바다 약속의 일부였다.
2020년 2월, 버컨헤드의 갤러거 전통 펍 측면에 슬로건이 새겨진 HMS 버컨헤드 침몰 벽화가 그려졌다.

## 같이 보기
- HMS 버컨헤드
- SS 센트럴 아메리카
- 타이타닉호 침몰 사고
- 남성의 소모성